# ديك كوبر
ديك كوبر (بالإنجليزية: Deke Cooper)‏ هو لاعب كرة قدم أمريكية أمريكي، ولد في 18 أكتوبر 1977 في سوينسبورغ في الولايات المتحدة.

## وصلات خارجية
- ديك كوبر على موقع مرجع كرة القدم المحترفة.كوم (الإنجليزية)